# Curimopsis setigera
Curimopsis setigera là một loài bọ cánh cứng trong họ Byrrhidae. Loài này được Illiger miêu tả khoa học năm 1798.

## Hình ảnh

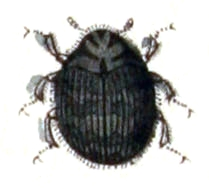